# Nakhimovski prospekt (métro de Moscou)
Pour les articles homonymes, voir Nakhimov.
Nakhimovski prospekt (en russe : Нахи́мовский проспе́кт et en anglais : Nakhimovsky Prospekt) est une station de la ligne Serpoukhovsko-Timiriazevskaïa (ligne 9 grise) du métro de Moscou, située sur le territoire du raïon Ziouzino dans le district administratif sud-ouest de Moscou.

## Situation sur le réseau
Établie en souterrain, à 10 mètres sous le niveau du sol, la station Nakhimovski prospekt est située au point 127+71 de la ligne Serpoukhovsko-Timiriazevskaïa (ligne 9 grise), entre les stations Nagornaïa (en direction de Altoufievo) et Sevastopolskaïa (en direction de Boulvar Dmitria Donskogo).